# ساج‌های تزیینی
ساج‌های تزینی  (Premna) یک سرده از گیاهان گلدار در خانواده نعناع، نعنائیان هستند که برای اولین بار در سال ۱۷۷۱ برای علم مدرن توصیف شد. از طریق مناطق گرمسیری و نیمه گرمسیری در آفریقا، جنوب آسیا، شمال استرالیا و جزایر مختلف در اقیانوس آرام و اقیانوس هند گسترده‌است.
گونه‌ها
1. Premna acuminata R.Br. - استرالیا، گینه نو
2. Premna acutata W.W.Sm. - جنوب غربی چین (یوننان، سیچوان)
3. Premna alba H.J.Lam - پالائو
4. Premna ambongensis Moldenke - ماداگاسکار
5. Premna amplectens دیوار. ex Schauer - تایلند، میانمار
6. Premna angolensis Gürke - آفریقای استوایی
7. Premna angustiflora H.J.Lam - پالائو
8. Premna annulata H.R.Fletcher - تایلند، لائوس، ویتنام
9. Premna aureolepidota Moldenke - ماداگاسکار
10. Premna balakrishnanii A.Rajendran & P.Daniel - تامیل نادو
11. Premna balansae Dop - ویتنام
12. Premna barbata دیوار. سابق Schauer - شبه قاره هند، میانمار
13. Premna bengalensis C.B.Clarke - شبه قاره هند، میانمار، ویتنام
14. Premna bequaertii Moldenke - اوگاندا، رواندا، زائر
15. Premna bracteata دیوار. سابق C.B.Clarke - هیمالیا، تبت، یوننان، نپال، آسام، بوتان، میانمار
16. Premna cambodiana Dop - کامبوج، ویتنام
17. Premna cavaleriei H.Lév - چین (گوانگدونگ، گوانگشی، گوئیژو، هونان، جیانگشی)
18. Premna chevalieri Dop - تایلند، لائوس، ویتنام، چین (هاینان، یوننان)
19. Premna chrysoclada (Bojer) Gürke - کنیا، تانزانیا، گینه بیسائو
20. Premna colinsae Craib - تایلند
21. Premna confinis C.Pei & S.L.Chen سابق C.Y.Wu - چین (گوانگشی، یوننان)
22. Premna congolensis Moldenke - زائر، آنگولا، کابیندا
23. Premna cordifolia Roxb. - تایلند، ویتنام، مالایا
24. Premna coriacea C.B.Clarke - شبه قاره هند، تایلند، جزایر آندامان
25. Premna corymbosa Rottler - هند، سریلانکا، آندامان و جزایر نیکوبار
26. Premna crassa Hand. -Mazz. - ویتنام، چین (گوانگشی، گوئیژو، یوننان)
27. Premna debiana A.Rajendran & P.Daniel - Arunachal Pradesh
28. Premna decaryi Moldenke - ماداگاسکار
29. Premna decurrens H.J.Lam - اندونزی
30. Premna discolor Verdc. - کنیا
31. Premna dubia Craib - لائوس، تایلند، ویتنام
32. Premna esculenta Roxb. - آسام، بنگلادش، میانمار، تایلند
33. Premna fohaiensis C.Pei & S.L.Chen ex C.Y.Wu - چین (یوننان)
34. Premna fordii Dunn - چین (گوانگدونگ، گوانگشی، هاینان)
35. Premna fulva Craib - هندوچین، اندونزی، چین (گوانگشی، گوئیژو، یوننان)
36. Premna garrettii H.R.Fletcher - تایلند
37. Premna glaberrima Wight - جنوب هند
38. Premna glandulosa Hand. -Mazz. - چین (یوننان)
39. Premna gracillima Verdc. - کنیا، تانزانیا
40. Premna grandifolia A.D.J. Meeuse، نام نامشروع، = Premna hutchinsonii
41. Premna grossa دیوار. سابق Schauer - میانمار
42. Premna guillauminii Moldenke - کالدونیای جدید
43. Premna hainanensis Chun & F.C.How - چین (Hainan)
44. Premna hans-joachimii Verdc. - تانزانیا
45. Premna henryana (Hand. -Mazz.) C.Y.Wu - چین (Sichuan, Yunnan)
46. Premna herbacea Roxb. - هیمالیا، یوننان، شبه قاره هند، آسیای جنوب شرقی، اندونزی، گینه نو، شمال استرالیا
47. Premna hildebrandtii Gürke - زئیر، کنیا، تانزانیا، موزامبیک، زیمبابوه
48. Premna hispida بنث. - غرب آفریقا
49. Premna humbertii Moldenke - ماداگاسکار
50. Premna hutchinsonii Moldenke - ساحل عاج
51. Premna interrupta دیوار. ex Schauer - جنوب چین، هیمالیا، هندوچین
52. Premna jalpaiguriana T.K.Paul - بنگال غربی
53. Premna khasiana C.B.Clarke - آسام، تایلند
54. Premna lepidella Moldenke - ماداگاسکار
55. Premna ligustroides Hemsl - چین (گوئیژو، هوبی، جیانگشی، سیچوان)
56. Premna longiacuminata Moldenke - ماداگاسکار
57. Premna longifolia Roxb. - هیمالیا
58. Premna longipetiolata Moldenke - ماداگاسکار
59. Premna lucens A.Chev. - غرب آفریقا
60. Premna macrophylla دیوار. سابق Schauer - آسام، هندوچین
61. Premna madagascariensis Moldenke - ماداگاسکار
62. Premna mariannarum Schauer - جزایر ماریانا
63. Premna matadiensis Moldenke - Za ایر، آنگولا
64. Premna maxima T.C.E. Fr. - کنیا
65. Premna mekongensis W.W.Sm. - چین (یوننان)
66. Premna micrantha Schauer - هند، آسام، بنگلادش
67. Premna microphylla Turcz. - ژاپن، جزایر ریوکیو، چین (آنهویی، فوجیان، گوانگدونگ، گوانگشی، گوئیژو، هاینان، هنان، هوبی، هونان، جیانگشی، سیچوان، تایوان، یوننان، ژجیانگ)
68. Premna milleflora C.B.Clarke - آسام
69. Premna milnei Baker - نیجریه، Bioko
70. Premna Minor Domin - کوئینزلند
71. Premna mollissima Roth - شبه قاره هند، یوننان، هندوچین، فیلیپین
72. Premna mooiensis (H.Pearson) W.Piep - موزامبیک، اسواتینی، آفریقای جنوبی
73. Premna mortehanii De Wild - Zaïre
74. Premna mundanthuraiensis A.Rajendran & P.Daniel - تامیل نادو
75. Premna neurophylla Chiov. - اتیوپی
76. Premna oblongata Miq. - اندونزی، فیلیپین
77. Premna odorata Blanco - - شبه قاره هند، یوننان، آسیای جنوب شرقی، گینه نو، شمال استرالیا؛ تابعیت در شهرستان میامی-دید در فلوریدا[۳]
78. Premna oligantha C.Y.Wu - چین (سیچوان، تبت، یوننان)
79. Premna oligotrica Baker - اتیوپی، سومالی، کنیا، تانزانیا
80. Premna orangeana کاپورون - ماداگاسکار
81. Premna paisehensis C.Pei & S.L.Chen - چین (گوانگشی)
82. Premna pallescens Ridl.- بورنئو، اندونزی
83. Premna parasitica Blume - اندونزی
84. Premna parvilimba C.Pei - چین (یوننان)
85. Premna paucinervis (C.B.Clarke) Gamble - کرالا، تامیل نادو
86. Premna paulobarbata H.J.Lam - جزایر ماریانا
87. Premna perplexans Moldenke - ماداگاسکار
88. Premna perrieri Moldenke - ماداگاسکار
89. Premna pinguis C.B.Clarke - آسام، بنگلادش، میانمار، جاوا
90. Premna polita Hiern - آنگولا
91. Premna procumbens ماه - هند، بنگلادش، سریلانکا
92. Premna protrusa A.C.Sm. & S.Darwin - فیجی
93. Premna puberula Pamp. - چین (فوجیان، گانسو، گوانگدونگ، گوانگشی، گوئیژو، هوبی، هونان، شانشی، سیچوان، یوننان)
94. Premna pubescens Blume - اندونزی، فیلیپین، جزیره کریسمس
95. Premna puerensis Y.Y.Qian - چین (یوننان)
96. Premna punduana دیوار. ex Schauer - آروناچال پرادش، آسام، بنگلادش
97. Premna punicea C.Y.Wu - چین (یوننان)
98. Premna purpurascens Thwaites - سریلانکا
99. Premna quadrifolia شوماخ. & Thonn. - غرب آفریقا
100. Premna rabakensis Moldenke - کامبوج
101. Premna regularis H.J.Lam - فیلیپین، اندونزی، گینه نو
102. Premna repens H.R.Fletcher - تایلند
103. Premna resinosa (Hochst.) Schauer - شرق آفریقا، شبه جزیره عربستان، هند
104. Premna richardsiae Moldenke - تانزانیا
105. Premna rubroglandulosa C.Y.Wu - چین (یوننان)
106. Premna scandens Roxb. - چین (یوننان)، هیمالیا، جزیره آندامان، هندوچین
107. Premna schimperi انگلیسی - شرق آفریقا
108. Premna schliebenii Werderm. - تانزانیا، موزامبیک
109. Premna scoriarum W.W.Sm. - تبت، یوننان، میانمار
110. Premna Senensis Klotzsch - شرق + آفریقای مرکزی
111. Premna serrata H.R.Fletcher - تایلند
112. Premna serratifolia L. - گسترده در شرق آفریقا، شبه قاره هند، آسیای جنوب شرقی، شمال استرالیا، جزایر اقیانوس آرام + اقیانوس هند
113. Premna siamensis H.R.Fletcher - تایلند
114. Premna stenobotrys Merr. - ویتنام
115. Premna steppicola Hand. -Mazz. - چین (سیچوان، یوننان)
116. †Premna sterculiifolia King & Gamble - مالایا اما منقرض شده
117. Premna straminicaulis C.Y.Wu - چین (یوننان)
118. Premna subcapitata Rehder - چین (سیچوان، یوننان)
119. Premna sulphurea (Baker) Gürke - آنگولا
120. Premna sunyiensis C.Pei - چین (گوانگدونگ)
121. Premna szemaoensis Pei - چین (یوننان)
122. Premna tahitensis J.Schauer - بسیاری از جزایر اقیانوس آرام
123. Premna tanganyikensis Moldenke - تانزانیا، موزامبیک
124. Premna tapintzeana Dop - چین (یوننان)
125. Premna tenii C.Pei - چین (یوننان)
126. Premna thorelii Dop - لائوس
127. Premna thwaitesii C.B.Clarke - سریلانکا
128. Premna tomentosa وحشی. - شبه قاره هند، آسیای جنوب شرقی، کوئینزلند، جزایر سلیمان
129. Premna trichostoma Miq. - آسیای جنوب شرقی، اندونزی، گینه نو
130. Premna urticifolia Rehder - چین (یوننان)
131. Premna velutina Gürke - بوروندی، کنیا، تانزانیا، موزامبیک
132. Premna venulosa Moldenke - ماداگاسکار
133. Premna wightiana Schauer - هند، سریلانکا
134. Premna wui Boufford & B.M.Barthol. - چین (یوننان)
135. Premna yunnanensis W.W.Sm - چین (سیچوان، یوننان)